# Нортон (парафія, Нью-Брансвік)
Нортон (англ. Norton) — парафія в Канаді, у провінції Нью-Брансвік, у складі графства Кінгс.

## Населення
За даними перепису 2016 року, парафія нараховувала 1301 особу, показавши зростання на 0,4%, порівняно з 2011-м роком. Середня густина населення становила 9 осіб/км².
З офіційних мов обидвома одночасно володіли 185 жителів, тільки англійською — 1 105. Усього 10 осіб вважали рідною мовою не одну з офіційних.
Працездатне населення становило 67,6% усього населення, рівень безробіття — 13% (15,7% серед чоловіків та 7,9% серед жінок). 86,3% осіб були найманими працівниками, а 13% — самозайнятими.
Середній дохід на особу становив $37 857 (медіана $28 512), при цьому для чоловіків — $43 717, а для жінок $31 963 (медіани — $38 016 та $23 616 відповідно).
32,7% мешканців мали закінчену шкільну освіту, не мали закінченої шкільної освіти — 21,2%, 46,1% мали післяшкільну освіту, з яких 22% мали диплом бакалавра, або вищий.
| Статево-вікова структура населення | Статево-вікова структура населення | Статево-вікова структура населення | Статево-вікова структура населення | Статево-вікова структура населення |
| ---------------------------------- | ---------------------------------- | ---------------------------------- | ---------------------------------- | ---------------------------------- |
|                                    |                                    |                                    |                                    |                                    |
| Всього                             | Всього                             | 49,0%51,0%                         |                                    |                                    |
| 0 — 14 років                       | 0 — 14 років                       |                                    | 15,8%                              | 15,8%                              |
| 15 — 64 років                      | 15 — 64 років                      |                                    | 67,7%                              | 67,7%                              |
| 65 і більше                        | 65 і більше                        |                                    | 16,5%                              | 16,5%                              |
| 85 і більше                        | 85 і більше                        |                                    | 1,5%                               | 1,5%                               |
| Середній вік (років)               | Середній вік (років)               | 41,841,5                           | 41,6                               | 41,6                               |
| Медіана (років)                    | Медіана (років)                    | 45,343,9                           | 44,6                               | 44,6                               |
| — чоловіки — жінки                 |                                    |                                    |                                    |                                    |

| Походження мешканців:     | Походження мешканців:     | Походження мешканців: | Походження мешканців: | Походження мешканців: |
| ------------------------- | ------------------------- | --------------------- | --------------------- | --------------------- |
| Походження                |                           |                       | осіб                  | %                     |
| Корінні американці        | Корінні американці        |                       | 65                    | 5.04%                 |
| Інше північноамериканське | Інше північноамериканське |                       | 705                   | 54.65%                |
| Європейське               | Європейське               |                       | 865                   | 67.05%                |
| британське                | британське                |                       | 795                   | 61.63%                |
| французьке                | французьке                |                       | 175                   | 13.57%                |
| українське                | українське                |                       | 15                    | 1.16%                 |
| Карибське                 | Карибське                 |                       | 15                    | 1.16%                 |

| Зайнятість населення за галузями (за класифікацією NOC): | Зайнятість населення за галузями (за класифікацією NOC): | Зайнятість населення за галузями (за класифікацією NOC): | Зайнятість населення за галузями (за класифікацією NOC): | Зайнятість населення за галузями (за класифікацією NOC): |
| -------------------------------------------------------- | -------------------------------------------------------- | -------------------------------------------------------- | -------------------------------------------------------- | -------------------------------------------------------- |
|                                                          |                                                          |                                                          |                                                          |                                                          |
| Управління                                               | Управління                                               |                                                          | 9,7%                                                     | 9,7%                                                     |
| Бізнес, фінанси та адміністрування                       | Бізнес, фінанси та адміністрування                       |                                                          | 11,7%                                                    | 11,7%                                                    |
| Природничі та прикладні науки                            | Природничі та прикладні науки                            |                                                          | 6,2%                                                     | 6,2%                                                     |
| Охорона здоров'я                                         | Охорона здоров'я                                         |                                                          | 9%                                                       | 9%                                                       |
| Освіта, правозахист, муніципальні та урядові служби      | Освіта, правозахист, муніципальні та урядові служби      |                                                          | 13,1%                                                    | 13,1%                                                    |
| Роздрібна торгівля та послуги                            | Роздрібна торгівля та послуги                            |                                                          | 13,1%                                                    | 13,1%                                                    |
| Гуртова торгівля, транспорт та обладнання                | Гуртова торгівля, транспорт та обладнання                |                                                          | 24,1%                                                    | 24,1%                                                    |
| Природні ресурси, сільське господарство                  | Природні ресурси, сільське господарство                  |                                                          | 6,9%                                                     | 6,9%                                                     |
| Виробництво                                              | Виробництво                                              |                                                          | 4,1%                                                     | 4,1%                                                     |

## Клімат
Середня річна температура становить 5,6°C, середня максимальна – 22,7°C, а середня мінімальна – -14,3°C. Середня річна кількість опадів – 1 193 мм.
| Клімат поселення                              | Клімат поселення | Клімат поселення | Клімат поселення | Клімат поселення | Клімат поселення | Клімат поселення | Клімат поселення | Клімат поселення | Клімат поселення | Клімат поселення | Клімат поселення | Клімат поселення | Клімат поселення |
| Показник                                      | Січ.             | Лют.             | Бер.             | Квіт.            | Трав.            | Черв.            | Лип.             | Серп.            | Вер.             | Жовт.            | Лист.            | Груд.            |                  |
| Середній максимум, °C                         | −2,34            | −1,24            | 3,99             | 10,24            | 16,53            | 21,29            | 22,67            | 22,00            | 17,77            | 12,01            | 6,34             | −0,72            |                  |
| Середня температура, °C                       | −8,33            | −7,23            | −2               | 4,24             | 10,54            | 15,30            | 18,41            | 17,73            | 13,50            | 7,74             | 2,08             | −4,98            |                  |
| Середній мінімум, °C                          | −14,32           | −13,23           | −8               | −1,76            | 4,56             | 9,30             | 14,15            | 13,47            | 9,24             | 3,49             | −2,19            | −9,25            |                  |
| Норма опадів, мм                              | 120              | 83               | 107              | 93               | 97               | 85               | 90               | 72               | 101              | 111              | 113              | 121              |                  |
| Середньомісячна швидкість вітру, м/с          | 3.70             | 3.67             | 3.81             | 3.72             | 3.34             | 2.94             | 2.64             | 2.50             | 2.79             | 3.14             | 3.42             | 3.69             |                  |
| Середньомісячна сонячна радіація, кДж/м²·день | 5278             | 8599             | 12257            | 15243            | 18178            | 20238            | 19970            | 17686            | 13333            | 8580             | 5056             | 4065             |                  |
| --------------------------------------------- | ---------------- | ---------------- | ---------------- | ---------------- | ---------------- | ---------------- | ---------------- | ---------------- | ---------------- | ---------------- | ---------------- | ---------------- | ---------------- |
| Джерело:                                      |                  |                  |                  |                  |                  |                  |                  |                  |                  |                  |                  |                  |                  |